# 乔治·哈德逊

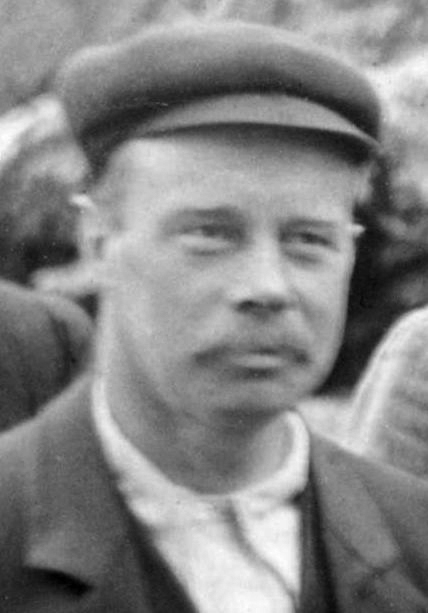
1907年，哈德逊作为奥克兰群岛亚南极探险队的成员

乔治·弗农·哈德逊 FRSNZ（英語：George Vernon Hudson；1867年4月20日—1946年4月5日），出生于英国，新西兰昆虫学家和天文学家，主要成就是提出了现代夏令时。1923年，他被授予赫克托纪念奖章。

## 人物经历
哈德逊于1867年出生于英国伦敦，这天正好是复活节星期六。他的父亲查尔斯·哈德逊（Charles Hudson）是一位彩色玻璃窗设计艺术家，他的母亲是艾米丽·简·卡纳尔（Emily Jane Carnal），哈德逊是家里的第六个孩子。14岁时，他积攒了一系列英国昆虫的收藏，并在《昆虫学家》上发表了一篇论文。1881年，哈德逊随父亲搬到新西兰的尼尔森，起初哈德逊在农场工作。1883年，16岁的他开始在惠灵顿的邮局工作，最终成为首席文员，并于1918年退休。
哈德逊曾经是1907年亚南极群岛科学考察队的成员，科考队的主要目的是通过调查奥克兰和坎贝尔岛来扩展新西兰地磁测量的范围，但也进行了关于植物、生物和动物学的调查。同时，此前Dundonald号在奥克兰群岛周围失事，探险队还营救了遭遇船难的人们。
哈德逊因提出现代夏令时而受到赞誉。他轮班制的工作让他可以在闲暇时间收集昆虫，也引起了他对下班后的日照时间的重视。1895年，他向惠灵顿哲学学会提交了一篇论文，提议实行夏令时，把时钟拨动两小时。哈德逊的提案在基督城获得了广泛关注，之后他在1898年又发表了一篇相关论文。1933年，新西兰皇家学会为纪念1927年夏季时间法案通过，筹集资金设立了T.K. Sidey奖章，哈德逊是此奖的第一位获得者（与欧内斯特·卢瑟福共享）。
同样提倡使用夏令时的，还有另一位英国人威廉·威利特，夏令时于1916年在当地被立法。
哈德逊的昆虫收藏被存放在新西兰蒂帕帕国立博物馆，这也是新西兰当时最大的昆虫收藏。1881年至1946年间，哈德森手写了三卷内容做记录，描述了数千种物种，并发明了自己的编码系统。2018年，蒂帕帕博物馆发起了一个众包项目，呼吁网络志愿者帮助破译这些代码，让从事保护的昆虫学家得以将哈德逊的记录与今天这些昆虫的状况进行比较。

## 荣誉和奖项
- 1919 – 新西兰皇家学会原始会员[11]
- 1923 – 赫克托奖章[1]
- 1929 – 赫顿奖章[1]
- 1933 – T.K. Sidey奖章（与欧内斯特·卢瑟福共同获得）[1]

## 个人生活
哈德逊的妻子弗洛伦斯（Florence）于1935年去世，他们有了一个女儿，叫做弗洛伦斯·斯特拉·吉布斯 （Florence Stella Gibbs）。1946年4月5日，哈德逊在他位于惠灵顿郊区卡罗里被称为“Hillview”的家里去世。

## 作品
- 1892: An Elementary Manual of New Zealand entomology: Being an introduction to the study of our native insects. （页面存档备份，存于） London: West, Newman, & Co.[13]
- 1898: New Zealand Moths and Butterflies (Macro-Lepidoptera) London: West, Newman, & Co.[14]
- 1904: . London: West, Newman & Co. 1904  [2016-01-21]. （原始内容存档于2022-05-24）.London: West, Newman & Co. 1904. [2016-1-21].
- 1928: . Wellington: Ferguson & Osborn Ltd. 1928  [2017-10-10]. （原始内容存档于2022-03-30）.Wellington: Ferguson & Osborn Ltd. 1928. Retrieved [2017-10-10].
- 1950: . Wellington: Ferguson & Osborn Ltd. 1950  [2018-07-15]. （原始内容存档于2021-07-19）.The natural history of the New Zealand glow-worm. A second supplement to the butterflies and moths of New Zealand and notes on many other native insects （页面存档备份，存于）. Wellington: Ferguson & Osborn Ltd. 1950. Retrieved [2018-7-15].